# 正規作用素
数学の特に函数解析学における正規作用素（せいきさようそ、英: normal operator）は、複素ヒルベルト空間 H 上の連続線型作用素 N: H → H でエルミート随伴 N∗ を持ち、NN∗ = N∗ N を満たすものを言う。
正規作用素が重要であるのは、それに対するスペクトル定理が成り立つからである。今日では正規作用素のクラスはよく分かっている。正規作用の例としては
- ユニタリ作用素: N∗ = N−1
- エルミート作用素（自己随伴作用素）: N∗ = N;（あるいは反自己随伴作用素: N∗ = −N）
- 正作用素（英語版）: N = MM∗ (∃M: H → H は有界)
- 正規行列は考えるヒルベルト空間が Cn のときの正規作用素と考えられる。

## 性質
正規作用素はそのスペクトル定理によって特徴づけられる。コンパクト正規作用素（特に有限次元線型空間上の正規作用素）はユニタリ対角化可能である。
有界作用素 T に対して以下の条件
- T は正規。
- T∗ は正規。
- 任意の x に対して ǁTxǁ = ǁT∗xǁ が成り立つ。
- T の自己随伴成分 T1 と反自己随伴成分 iT2 とが可換[3]。

は何れも同値である。三つ目は等式を自乗して ǁTxǁ2 = ⟨T∗ Tx, x⟩ = ⟨TT∗x, x⟩ = ǁT∗xǁ2 の形に見れば、四つ目は各成分が T1 = (T∗ + T)/2, T2 = (T∗ − T)i/2 で与えられるから、それぞれ正規性との同値性はあきらかである。
N が正規作用素ならば、N と N∗ はその像と核が等しい。ゆえに、N の像が稠密となる必要十分条件は N が単射となることである。別なやり方をすれば、正規作用素の核はその像の直交補空間である。従って、任意の正整数 k に対して作用素 Nk の核は N 自身の核と等しく、正規作用素の任意の広義固有値は通常の固有値である。λ が正規作用素 N の固有値であるための必要十分条件は、その複素共軛 λ が N∗ の固有値となることである。正規作用素の相異なる固有値に属する固有ベクトルは互いに直交し、正規作用素はその固有空間の直交補空間を不変にする。このことから通常のスペクトル定理「有限次元空間上の任意の正規作用素はユニタリ作用素によって対角化可能である」が出る。これは無限次元の場合にも、射影値測度を用いて一般化できる。正規作用素の剰余スペクトルは空である。
互いに可換な正規作用素の積はやはり正規となるが、これは自明ではなくフーグリードの定理から従う。フーグリードの定理（のパットナムが拡張した形）は
定理 (Fuglede–Putnam)
二つの正規作用素 N1, N2 に対し、有界作用素 A で N1A = AN2 を満たすものが存在すれば N1∗A = AN2∗ が成立する。
正規作用素の作用素ノルムは、その数域半径およびスペクトル半径に等しい。
正規作用素はそのアルスゲ変換と一致する。

## 有限次元の場合の性質
有限次元の実または複素ヒルベルト空間（内積空間）H 上の正規作用素 T が部分空間 V を保つならば、T はその直交補空間 V⊥ も保つ（この主張は T が自己随伴ならば自明である）。
[証明]. PV を V の上への直交射影とすれば V⊥ の上への直交射影は 1H − PV である。T が V を保つことは (1H − PV)TPV = 0 または TPV = PVTPV で表されるという事実を用いれば、目的は X ≔ PVT(1H − PV) = 0 を示すことに言い換えられる。(A, B) ↦ tr(AB∗) が H の自己準同型全体の成すベクトル空間上の内積となることから、tr(XX∗) = 0 を示せば十分である。そこでまずは XX∗ を直交射影で書きなおせば
{\displaystyle XX^{*}=P_{V}T({\boldsymbol {1}}_{H}-P_{V})^{2}T^{*}P_{V}=P_{V}T({\boldsymbol {1}}_{H}-P_{V})T^{*}P_{V}=P_{V}TT^{*}P_{V}-P_{V}TP_{V}T^{*}P_{V}}
となるから、ここでトレースと直交射影の性質に従って計算すれば
{\displaystyle {\begin{aligned}\operatorname {tr} (XX^{*})&=\operatorname {tr} \left(P_{V}TT^{*}P_{V}-P_{V}TP_{V}T^{*}P_{V}\right)\\&=\operatorname {tr} (P_{V}TT^{*}P_{V})-\operatorname {tr} (P_{V}TP_{V}T^{*}P_{V})\\&=\operatorname {tr} (P_{V}^{2}TT^{*})-\operatorname {tr} (P_{V}^{2}TP_{V}T^{*})\\&=\operatorname {tr} (P_{V}TT^{*})-\operatorname {tr} (P_{V}TP_{V}T^{*})\\&=\operatorname {tr} (P_{V}TT^{*})-\operatorname {tr} (TP_{V}T^{*})\\&=\operatorname {tr} (P_{V}TT^{*})-\operatorname {tr} (P_{V}T^{*}T)\\&=\operatorname {tr} (P_{V}(TT^{*}-T^{*}T))=0\end{aligned}}}
を得る。
同じ論法が、無限次元ヒルベルト空間のコンパクト正規作用素に対しても、ヒルベルト・シュミット内積を用いて通用する。しかし、一般の有界正規作用素に対しては、不変部分空間の直交補空間で不変とならないものが存在し得る。これはつまり、そのような部分空間は固有ベクトルで張ることはできないということを意味する。例えば両側シフト作用素を考えれば、これは固有値を持たない。両側シフト作用素の不変部分空間はバーリングの定理によって特徴づけられる。

## 対合環の正規元
正規作用素の概念は対合線型環への一般化される。つまり、対合線型環の元 x が正規であるとは、 xx∗ = x∗ x を満たすときに言う。最も重要な場合は、対合線型環が C∗-線型環であるときである。正元は正規元の例である。

## 非有界正規作用素
有界作用素の定義は、ある種の非有界作用素のクラスに対しては自然に一般化される。具体的には、閉作用素 N が正規であることを
{\displaystyle N^{*}N=NN^{*}}
で定める。ここで随伴 N∗ の存在性は N の定義域が稠密であることを、等号は N∗N の定義域が NN∗ の定義域と等しいことをそれぞれ含意するが、この場合一般には必要でない。
非有界正規作用素に対してもスペクトル定理はやはり成り立つが、ふつうは別に証明が必要である。

## 一般化
正規作用素論の成功は、その可換性条件を緩めた様々な一般化への呼び水となった。そのような正規作用素を含む作用素のクラスには
- 準正規作用素
- 部分正規作用素（英語版）
- 劣正規作用素
- パラ正規作用素
- 擬正規作用素（英語版）

などがある（上記は、後のものが前のものを含むより広いクラスとなるような順番で並べてある）。